# Ferrari 125 C

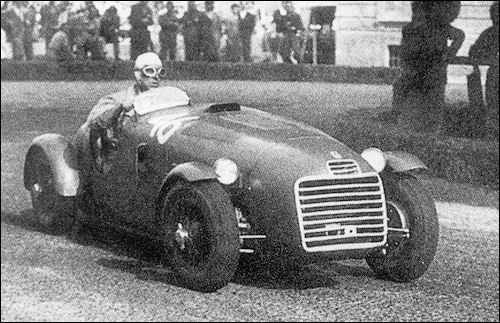
L'entrée n°46 au Circuito Vigevano le 15 juin 1947 : Franco Cortese pilotant la Ferrari 125 S châssis n°02C, terminant à la 3e place au général.

La Ferrari 125 C est une monoplace de course à roues découvertes, conçue, développée et produite par Ferrari en 1947 en un seul exemplaire. Elle a principalement concouru dans des épreuves de Formule Libre.

## Histoire

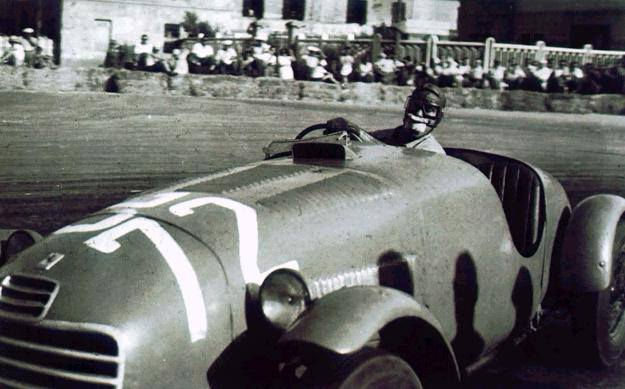
Tazio Nuvolari au volant de la Ferrari 125 C.

Le modèle dérive de la 125 S, produite à deux exemplaires la même année que la "125 C". Par rapport à la voiture originelle, le moteur et la boîte de vitesses furent légèrement modifiés. Les changements les plus importants concernèrent la carrosserie : elle fut conçue pour permettre le retrait des ailes et des feux, ainsi que du faisceau électrique associé, rendant le modèle conforme aux compétitions en catégorie monoplace.
Lors des courses, il était aussi possible de recouvrir le siège passager d'une capote.
Le modèle était équipé d'un châssis léger et résistant.
L'abréviation numérique du nom de modèle était liée aux caractéristiques du moteur ; plus précisément, elle correspondait à la cylindrée unitaire, soit environ 125 cm³ par cylindre. La lettre C signifiait Course ou Compétition.

## Compétition
Les deux victoires les plus importantes de ce modèle, toutes deux obtenues en 1947, furent lors du Grand Prix de Rome avec Franco Cortese au volant, et lors de la Coupe Arcangeli avec Tazio Nuvolari.

## Conception technique
Le moteur était un V12 à 60° monté à l'avant en position longitudinale. L'alésage et la course étaient respectivement de 55 mm et 52,5 mm, portant la cylindrée totale à 1 496,77 cm³. Le taux de compression était de 9,5:1.
La puissance maximale produite était de 118 ch à 6 800 tr/min.
La distribution comprenait un arbre à cames en tête unique, commandant deux soupapes par cylindre. L'alimentation était assurée par trois carburateurs Weber modèle 30 DCF.
L'allumage était simple, avec deux magnétos. La lubrification était par carter humide, tandis que l'embrayage était monodisque.
Les suspensions avant étaient indépendantes, avec doubles triangles et ressorts à lames montés transversalement. À l'arrière, la suspension comportait un pont rigide, des ressorts semi-elliptiques longitudinaux, ainsi qu'une barre stabilisatrice. Les amortisseurs hydrauliques étaient montés sur les deux essieux.
Le freinage était assuré par des freins à tambour.
La transmission était composée d'une boîte manuelle à cinq rapports plus marche arrière. La direction était à vis sans fin et secteur denté.
Le châssis était tubulaire en acier, tandis que la carrosserie était un spider biplace avec roues découvertes. La vitesse maximale atteinte par le modèle était de 210 km/h (130 mph).